# Емират Ријад
Ријадски емират је основан 15. јануара 1902. до 1913. од стране Абд ел-Азиз ибн Сауд, који је успео да обнови град Ријад да би успоставио трећу саудијску државу. Ријадски емират је претворен у Султанат Наџд. Краљевина Хиџаз и Наџд формирана је 1926. године, а 1932. године постаје краљевина Саудијска Арабија.
Оснивач монархије, преминули краљ Абд ел-Азиз ибн Сауд, успоставио је мир, стабилност и безбедност широм земље у складу са исламским шеријатским законима. Он је ставио тачку на политичке немире, племенске сукобе и апатридију узроковане одсуством моћне централне власти.